# Нескінченна ніч
«Нескінченна ніч» (англ. Endless Night) - детективний роман англійської письменниці Агати Крісті, опублікований видавництвом «Collins Crime Club» в 1967 році. 

## Сюжет
Розповідь ведеться від імені Майкла Роджерса, амбіційного парубка , що закохується у Фенеллу Гутман (Еллі) з першого погляду. Він зустрів її на так званому Циганському подвір'ї. Саме так називають місцеві жителі ділянку землі, яка за стародавньою легендою проклята. Молоді люди одружуються й збираються купувати цю ділянку, щоб побудувати на ній будинок. Зненацька Майкл довідається, що його молода дружина - одна з найбагатших наречених Англії, а ділянку вона вже купила, щоб побудувати будинок їхньої мрії. 
 Здавалося б, от воно щастя. Але стародавні циганські прокльони починають збуватися.
1. ↑  (unspecified title) — ISBN 972-38-1320-3